# Canton de Vertou
Le canton de Vertou est une circonscription électorale française située dans le département de la Loire-Atlantique (région Pays de la Loire).

## Histoire
Le canton a été créé le 15 février 1790. Il a été modifié en 1801,.
Par décret du 25 février 2014, le nombre de cantons du département est divisé par deux, avec mise en application aux élections départementales de mars 2015. Le canton de Vertou est conservé et s'agrandit. Il passe de 2 à 5 communes.

## Représentation

### Conseillers d'arrondissement (de 1833 à 1940)
| Période                                  | Période          | Identité                   | Étiquette | Qualité |
| ---------------------------------------- | ---------------- | -------------------------- | --------- | --- |
| 1833                                     | 1839             | M. Chauveau                |           | Maire de Basse-Goulaine                                                                                     |
| 1839                                     | 1842             | Jean Baptiste Louis Chevas |           | Greffier de la justice de paix à Vertou                                                                     |
|                                          |                  |                            |           | |
|                                          | 1882 (démission) | M. Hagan                   |           | |
|                                          |                  |                            |           | |
| 1895                                     | 1904 (décès)     | Louis Bonnigal (1838-1904) | Droite    | Notaire à Vertou                                                                                            |
| 1904                                     |                  | Félix Dejoie (1862-1932)   | Droite    | Notaire à Vertou                                                                                            |
|                                          |                  |                            |           | |
|                                          | 1913             | Georges Bacqua (?-1925)    |           | Agent d'assurances à Nantes                                                                                 |
| 1913                                     | 1919             | M. Pinard                  |           | |
| 1919                                     | 1938 (démission) | Louis-Alphonse Pérochaud   |           | Entrepreneur de transports, maire des Sorinières                                                            |
| 1938                                     | 1940             | Alexandre Gauthier         | Droite    | Maire de Haute-Goulaine (1925-1945)                                                                         |
| 1940                                     |                  |                            |           | Les conseils d'arrondissement ont été suspendus par la loi du 12 octobre 1940 et n'ont jamais été réactivés |
| Les données manquantes sont à compléter. |                  |                            |           | |

### Conseillers généraux de 1833 à 2015
| Période | Période      | Identité                                                                  | Étiquette             | Qualité |
| ------- | ------------ | ------------------------------------------------------------------------- | --------------------- | --- |
| 1833    | 1836         | Baron Gabriel Noury (1763-1850)                                           |                       | Ancien commissaire ordonnateur Intendant militaire à Vertou                                                              |
| 1836    | 1842         | René Plumard de Rieux (1780-1847)                                         |                       | Propriétaire à Nantes |
| 1842    | 1848         | Jean-Baptiste Louis Chevas                                                |                       | Greffier de justice de paix à Nantes, conseiller d'arrondissement                                                        |
| 1848    | 1855         | Charles Auguste Callier                                                   |                       | Notaire, maire de Vertou (1848-1853)                                                                                     |
| 1855    | 1861         | Pierre Joseph Sébastien (1795-1862)                                       |                       | Maréchal des Logis à la 4ème Compagnie royale de gendarmes de Paris Juge de paix à Vertou puis à Nantes                  |
| 1861    | 1871         | Adolphe Janvier de la Motte                                               |                       | Président du Tribunal civil de Nantes                                                                                    |
| 1871    | 1901 (décès) | Charles Le Cour-Grandmaison                                               | Conservateur          | Armateur Député (1885-1893) Sénateur (1895-1901)                                                                         |
| 1901    | 1927 (décès) | Henri Delahaye                                                            | Conservateur          | Propriétaire à Nantes |
| 1927    | 1940         | François Le Cour-Grandmaison (fils de Ch. Le Cour-Grandmaison, 1887-1974) | Conservateur          | Officier de cavalerie puis industriel Conseiller municipal de Vertou                                                     |
|         |              |                                                                           |                       | |
| 1945    | 1949         | Auguste Saupin (1886-1964)                                                | Rad.                  | Viticulteur, maire de Vertou                                                                                             |
| 1949    | 1973 (décès) | Geoffroy du Bouays de Couësbouc (1900-1973)                               | DVD                   | Maire de Saint-Fiacre-sur-Maine (1937-1973)                                                                              |
| 1973    | 2004         | Luc Dejoie                                                                | UDR puis RPR puis UMP | Notaire Sénateur (1983-2001) Maire de Vertou (1971-1995) Président du conseil général de la Loire-Atlantique (1994-2001) |
| 2004    | 2011         | Martine L'Hostis                                                          | PS                    | Fonctionnaire territoriale Conseillère municipale de Vertou de 2001 à 2012                                               |
| 2011    | 2015         | Rodolphe Amailland                                                        | UMP                   | Représentant de commerce Adjoint au maire de Vertou depuis 2008                                                          |

### Conseillers départementaux à partir de 2015
| Période élective | Période élective | Mandat | Mandat   | Identité           | Nuance | Nuance | Qualité |
| ---------------- | ---------------- | ------ | -------- | ------------------ | ------ | ------ | --- |
| 2015             | 2021             | 2015   | 2021     | Rodolphe Amailland |        | LR     | Maire de Vertou depuis 2014 |
| 2015             | 2021             | 2015   | 2021     | Agnès Paragot      |        | UDI    | Ancienne directrice de bibliothèque, adjointe au maire de La Haie-Fouassière jusqu'en 2020, conseillère municipale (opposition) depuis 2020 |
| 2021             | 2028             | 2021   | en cours | Rodolphe Amailland |        | LR     | Conseiller sortant |
| 2021             | 2028             | 2021   | en cours | Agnès Paragot      |        | UDI    | Conseillère sortante |

### Résultats détaillés

#### Élections de mars 2015
À l'issue du 1er tour des élections départementales de 2015, deux binômes sont en ballottage : Rodolphe Amailland et Agnès Paragot (Union de la Droite, 47,24 %) et Delphine Coat-Prou et Nejat Narinc (PS, 27,46 %). Le taux de participation est de 53,9 % (16 437 votants sur 30 496 inscrits) contre 50,7 % au niveau départemental et 50,17 % au niveau national.
Au second tour, Rodolphe Amailland et Agnès Paragot (Union de la Droite) sont élus avec 59,46 % des suffrages exprimés et un taux de participation de 50,88 % (8 609 voix pour 15 515 votants et 30 495 inscrits).

#### Élections de juin 2021
Le premier tour des élections départementales de 2021 est marqué par un très faible taux de participation (33,26 % au niveau national). Dans le canton de Vertou, ce taux de participation est de 33,31 % (11 050 votants sur 33 178 inscrits) contre 31,09 % au niveau départemental. À l'issue de ce premier tour, deux binômes sont en ballottage : Rodolphe Amailland et Agnès Paragot (Union au centre et à droite, 58,16 %) et Patricia Helias et Martin Renou-Marzorati (Union à gauche avec des écologistes, 34,82 %).
Le second tour des élections est marqué une nouvelle fois par une abstention massive équivalente au premier tour. Les taux de participation sont de 34,36 % au niveau national, 32,4 % dans le département et 34,58 % dans le canton de Vertou. Rodolphe Amailland et Agnès Paragot (Union au centre et à droite) sont élus avec 58,85 % des suffrages exprimés (6 499 voix pour 11 472 votants et 33 178 inscrits),,. 

## Composition

### Composition avant 2015

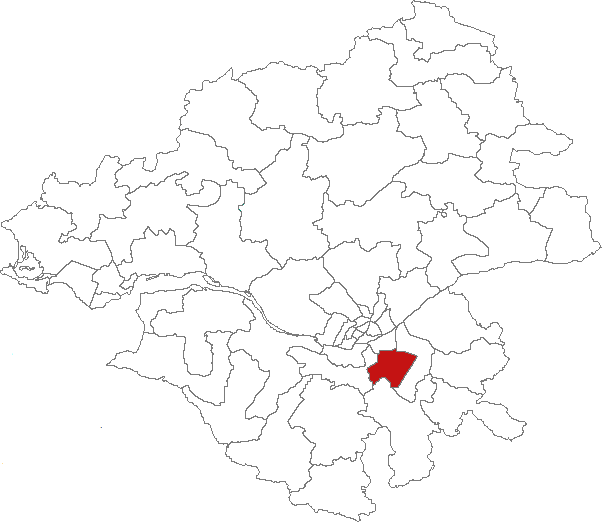
Situation du canton de Vertou dans le département de la Loire-Atlantique avant 2015.

Le canton regroupait deux communes.
| Nom                | Code Insee | Codepostal | Superficie (km2) | Population (dernière pop. légale) | Densité (hab./km2) |
| ------------------ | ---------- | ---------- | ---------------- | --------------------------------- | ------------------ |
| Vertou (chef-lieu) | 44215      | 44120      | 35,68            | 22 307 (2012)                     | 625                |
| Les Sorinières     | 44198      | 44840      | 13,02            | 7 648 (2012)                      | 587                |

### Composition depuis 2015
Le nouveau canton de Vertou comprend cinq communes.
| Nom                            | Code Insee | Intercommunalité                | Superficie (km2) | Population (dernière pop. légale) | Densité (hab./km2) | Modifier                                    |
| ------------------------------ | ---------- | ------------------------------- | ---------------- | --------------------------------- | ------------------ | ------------------------------------------- |
| Vertou (bureau centralisateur) | 44215      | Nantes Métropole                | 35,68            | 26 048 (2022)                     | 730                | modifier les données · modifier les données |
| Château-Thébaud                | 44037      | CA Clisson Sèvre et Maine Agglo | 17,64            | 3 138 (2022)                      | 178                | modifier les données · modifier les données |
| La Haie-Fouassière             | 44070      | CA Clisson Sèvre et Maine Agglo | 11,81            | 4 734 (2022)                      | 401                | modifier les données · modifier les données |
| Saint-Fiacre-sur-Maine         | 44159      | CA Clisson Sèvre et Maine Agglo | 5,97             | 1 246 (2022)                      | 209                | modifier les données · modifier les données |
| Les Sorinières                 | 44198      | Nantes Métropole                | 13,02            | 9 163 (2022)                      | 704                | modifier les données · modifier les données |
| Canton de Vertou               | 4431       |                                 | 84,12            | 44 329 (2022)                     | 527                | modifier les données                        |

## Démographie

### Démographie avant 2015
| 1962   | 1968   | 1975   | 1982   | 1990   | 1999   | 2006   | 2011   | 2012   |
| ------ | ------ | ------ | ------ | ------ | ------ | ------ | ------ | ------ |
| 12 921 | 14 283 | 17 002 | 19 930 | 23 409 | 26 507 | 28 342 | 29 256 | 29 955 |

### Démographie depuis 2015
En 2022, le canton comptait 44 329 habitants, en évolution de +9,08 % par rapport à 2016 (Loire-Atlantique : +6,68 %, France hors Mayotte : +2,11 %).
| 2013   | 2018   | 2022   |
| ------ | ------ | ------ |
| 39 110 | 42 699 | 44 329 |